# Манжиків Кут
Ма́нжиків Кут (до 2016 року — селище Калініна) — селище Старобешівської селищної громади Кальміуського району Донецької області, Україна. Населення становить 84 особи.

## Загальні відомості
Відстань до райцентру становить близько 14 км і проходить переважно автошляхом Т 0508.
Територія села межує із землями смт Горбачево-Михайлівка Донецька Донецької області.
Із 2014 р. внесено до переліку населених пунктів на Сході України, на яких тимчасово не діє українська влада.

## Населення
За даними перепису 2001 року населення селища становило 84 особи, з них 39,29 % зазначили рідною мову українську, 58,33 % — російську та 1,19 % — угорську мову.
| Рік             | 1989 | 2001 |
| Населення, осіб | 124  | 84   |